# Eleição para o Senado federal por Delaware em 2006
A eleição para o Senado dos Estados Unidos pelo estado americano de Delaware em 2006 aconteceu no dia 7 de novembro de 2006. O senador Thomas R. Carper foi reeleito para seu segundo mandato. Seu mandato acabará em 3 de janeiro de 2013, podendo concorrer a reeleição em 2012.

## Primária republicana
Na primária republicana foram três candidatos:
- Christine O'Donnell, advogada pró-vida (concorreu como candidato sem partido na eleição geral)
- Mike Protack, piloto comercial
- Jan C. Ting, professor

Jan C. Ting venceu a primária com 6.110 votos (42,47%), Mike Protack teve 5.771 votos (40,12%), e Christine O'Donnell 2.505 votos (17,41%). Ao todo 14.386 eleitores votaram na primária republicana.

## Primária Democrata
Na primária democrata Thomas R. Carper venceu sem candidato de oposição:
- Thomas R. Carper, atual senador

## Eleição geral
Na eleição geral, os dois candidatos principais foram Thomas R. Carper do Partido Democrata e Jan C. Ting do Partido Republicano, William E. Morris do Partido Libertário, e Christine O'Donnell concorreu sem partido. A primeira pesquisa divulgada em 31 de outubro mostrava Thomas Carper com 60%, contra 26% de Ting, a segunda divulgada em 22 de setembro, dizia que Carper tinha 63%, contra 23% de Ting. Carper venceu a eleição com 170.567 votos (67,13%), Ting teve 69.734 votos (27,44%), O'Donnell teve 11.127 votos (4,38%) e Morris teve 2.671 votos (1,05). Ao todo votaram 254.099 eleitores. Carper consolidou sua vitória com uma maioria de 100.833 votos (39,68).